# Berliner Morgenpost
Berliner Morgenpost és un diari regional alemany amb seu a Berlín, on és el segon diari més llegit.

## Història
Fundat el 1898 per Leopold Ullstein, el diari va ser comprat per Axel Springer AG el 1959. Més endavant, ja el 2013, va ser venut al grup Funke Mediengruppe. El diari va arribar a tenir una circulació de 145.556 números el 2009, amb uns 322.000 lectors estimats L'actual editor en cap és Carsten Erdmann.
El 2012 va ser guardonat com a Diari europeu de l'any en la categoria de diari regional pel Congrés de diaris europeus d'aquell any.

## Redactors en cap
- 1952–1953 Wilhelm Schulze
- 1953–1959 Helmut Meyer-Dietrich
- 1960–1972 Heinz Köster
- 1973–1976 Walter Brückmann
- 1976–1978 Werner Marquardt
- 1978–1981 Wolfgang Kryszohn
- 1981–1987 Johannes Otto
- 1988–1996 Bruno Waltert
- 1996–1999 Peter Philipps
- 1999–2002 Herbert Wessels
- 2002 Wolfram Weimer
- 2003–2004 Jan-Eric Peters
- 2004–2018 Carsten Erdmann
- des del 2018 Christine Richter